# Arena Chimki
Arena Chimki, (ryska: Арена Химки) är en fotbollsarena i Chimki, Moskva oblast i Ryssland. Arenan började byggas i december 2005 och invigdes den 20 september 2008.